# Walter Henschel von Hain
Walter Henschel von Hain (eigentlich Walter Henschel, in seinen Signaturen Henschel vom Hain; * 16. Oktober 1883 in Lübeck; † Ende 1945 in der Nähe von Berlin) war ein deutscher Landschafts- und Porträtmaler.

## Leben
Nach dem Schulbesuch in Lübeck ging Walter Henschel zu einem Gürtlermeister in die Lehre. Sein Gesellenstück war ein vierarmiger Adventsleuchter aus Messing. Nach der Lehre versuchte Henschel, als Künstler Fuß zu fassen, was ihm nur teilweise gelang.
Nach 1900 nahm Walter Henschel den Künstlernamen Walter Henschel vom Hain (auch von Hain) an, was sich auf den Ort seiner Kindheit in Lübeck bezog. Jetzt auch prägte sich seine Signatur aus: wahlweise Henschel vom Hain oder H.v.H. In amtlichen Unterlagen führt er den Namen Walter Henschel von Hain, in seinen Signaturen schrieb er jedoch Henschel vom Hain.
Mit Landschafts- und Blumenmotiven versuchte Walter Henschel vom Hain an den Geschmack des Publikums in seiner Heimatstadt Lübeck anzuknüpfen und sich so finanziell über Wasser zu halten. Dies gelang ihm zunehmend, auch dadurch, dass er sich mehr und mehr der Porträtmalerei zuwandte. Nach 1914 musste Henschel vom Hain Kriegsdienst leisten; dadurch kam seine künstlerische Arbeit zum Erliegen. Mit Ende des Ersten Weltkriegs wandte sich Henschel vom Hain wieder seiner Profession zu. Er ging für einige Jahre ins Ausland. So hielt er sich längere Zeit in Spanien auf, wo er sich am königlichen Hof mit Porträtmalerei sein Einkommen sicherte. Weiter zog er in den 1920er Jahren durch Italien. Hier entstanden eine Reihe von Ölbildern und Aquarellen mit interessanten Stadtlandschaften (Neapel) oder Alltagsszenen aus dem Leben einfacher Menschen.
Ende der 1920er Jahre kehrte Henschel vom Hain wieder nach Deutschland zurück. Er nahm seinen Wohnsitz in Berlin. Der Verkauf vieler seiner Bilder ermöglichte ihm ein bürgerliches Leben, zumal sein Stil den Geschmack der Zeit traf. So war er weniger auf Ausstellungen als im Verkauf erfolgreich. 
Nachdem seine erste Ehe gescheitert war, heiratete er 1941 Maria Gronewald, verwitwete Levy, und nahm seinen Wohnsitz in der Kantstraße 61 in Berlin. In den Jahren nach 1933 malte Henschel vom Hain neben einer Reihe Berliner Stadtansichten auch die Nazi-Größen aus seinem Charlottenburger Umfeld. 1944 wurde das Wohnhaus in der Kantstraße durch Bomben zerstört. Schon Monate vorher war das Ehepaar Henschel vor den Bomben nach Senftenberg umgezogen. Zum dortigen Haushalt gehörte die Tochter Maria Gronewalds, Hildegard Levy, und deren Lebenspartner (ab April 1945) Hans Weiß, der zu dieser Zeit 2. Bürgermeister und Kulturstadtrat von Senftenberg war.
1931 erhielt er ein Patent für eine „Einrichtung zum maschinellen Verschnueren von Paketen u. dgl.“